# Sadove (Tatarbunary)
Sadove  (ucraniano: Садове) es una localidad del raión de Bilhorod-Dnistrovskyi en el óblast de Odesa de Ucrania. Según el censo de 2001, tiene una población de 123 habitantes.